# 가스 수출국 포럼

가스 수출국 포럼 가입국

가스수출국포럼(GECF, Gas Exporting Countries Forum, 문화어: 가스수출국포룸)은 2008년 12월 23일에 정식기구가 된 단체이다. OPEC과 성격이 유사하며, 러시아, 이란 등 12개 국가가 가입되어 있다. 본부는 카타르의 도하에 위치해 있다. 천연가스 가격의 폭등을 막기 위한 것이 목적이지만, 일부에선 러시아가 천연가스 통제를 위해 결성한 것이라고 주장하고 있다.

## 옵서버 국가
브루나이, 적도기니는 이 기구에 옵서버로 활동하고 있다.